# سنترال ورلد
سنترال ورلد (به انگلیسی: CentralWorld) یک مرکز خرید و مجتمع تجاری در شهر بانکوک، کشور تایلند می‌باشد. سنترال ورلد نهمین مجتمع تجاری بزرگ دنیا است. این مجموعه که دارای یک هتل و برج اداری بوده، متعلق به شرکت سنترال پاتانا است. در سال ۲۰۰۶، پس از ۳ سال طراحی و بازسازی، سنترال ورلد به ۵۵۰٬۰۰۰ متر مربع (۵٬۹۰۰٬۰۰۰ فوت مربع) در بخش مرکز خرید و ۸۳۰٬۰۰۰ متر مربع (۸٬۹۰۰٬۰۰۰ فوت مربع) در کل مجتمع تجاری، توسعه یافت، و از رقیب همجوار خود سیام پاراگون از لحاظ ابعاد برتری یافت.

## موقعیت
در منطقه پاتوم وان در تقاطع راتچاپراسنگ، در یکی از شلوغترین مناطق گردشگری و خرید بانکوک واقع شده است.

## ویژگی‌ها

### میدانگاه سنترال ورلد
بزرگ‌ترین میدانگاه فعال فضای باز در مرکز شهر بانکوک، که محوطه ای به مساحت ۸٬۰۰۰ متر مربع را دربر گرفته است، و برای فعالیت‌هایی در ابعاد بزرگ همانند جشن آخرین ساعت‌های شب سال نو مناسب است. ۴۰۰ فواره رقصان یکپارچه در مرکز خرید وجود داشت.

### خیابان سنترال ورلد
خیابان سنترال ورلد یک خیابان شش بانده است که دور مجموعه حلقه زده است و خیابان راما اول را به خیابان راچادامری مرتبط می‌کند.